# Julian Vaughn
Julian Vaughn (Fairfax, 16 dicembre 1988) è un ex cestista statunitense.

## Palmarès
- Campionato ceco: 1

ČEZ Nymburk: 2015-2016